# 맥 OS X 10.1
맥 OS X 버전 10.1 퓨마(Mac OS X version 10.1 "Puma")는 맥 OS X의 두 번째 주요 릴리즈로서, 애플의 데스크톱 및 서버 운영 체제이다.

## 시스템 요구 사항
- 지원 컴퓨터—Power Mac G3, G4, G4 Cube, iMac G3, DV, eMac, PowerBook, or iBook[1]
- 필요 메모리(RAM)—128 메가바이트[1] (MB) (비공식적으로 최소 64 MB)
- 여유 하드 드라이브 공간—1.5 기가바이트[1] (GB)

## 기능
- 성능 향상
- 더 쉬운 CD 및 DVD 굽기
- DVD 재생 지원
- 더 많은 프린터 지원 (200개 이상의 프린터 지원)
- 더 빠른 3D (OpenGL 20% 이상 속도 개선)
- 개선된 애플스크립트
- 컬러싱크 4.0 - 색 관리 시스템 및 API
- 이미지 캡처: 디지털 카메라 및 스캐너로부터 그림 가져오기

## 버전 역사
| 버전   | 빌드  | 날짜        | OS 이름    | 비고                                                                       |
| ------ | ----- | ----------- | ---------- | -------------------------------------------------------------------------- |
| 10.1   | 5G64  | 2001-09-25  | 다윈 1.4.1 | 초기 소매 CD-ROM으로 출시. 추후 보안 업데이트 이후 5L14 및 5L17b 이용 가능 |
| 10.1.1 | 5M28  | 2001-11-12  | 다윈 5.1   | 맥 OS X 업데이트 10.1.1: 정보 및 다운로드                                  |
| 10.1.2 | 5P48  | 2001-12-21  | 다윈 5.2   | 맥 OS X 업데이트 10.1.2: 정보 및 다운로드                                  |
| 10.1.3 | 5Q45  | 2002-02-19  | 다윈 5.3   | 맥 OS X 업데이트 10.1.3: 정보 및 다운로드                                  |
| 10.1.4 | 5Q125 | 2002-04-17  | 다윈 5.4   | 맥 OS X 업데이트 10.1.4: 정보 및 다운로드                                  |
| 10.1.5 | 5S60  | 2002-06-005 | 다윈 5.5   | 맥 OS X 업데이트 10.1.5: 정보 및 다운로드; 5S66 (네트워크 업데이트 이후)   |